# Paweł Gil
Paweł Gil (Lublino, 28 giugno 1976) è un arbitro di calcio polacco.

## Biografia
Arbitro del massimo campionato di calcio polacco dal 2005, è nominato internazionale dal 2009.
La sua prima esperienza importante a ivello internazionale è la partecipazione al Campionato europeo di calcio Under-17 del 2009, disputatosi in Germania. In questa occasione diresse due partite della fase a gironi. Nel contempo, iniziò ad essere designato per turni preliminari di Europa League.
Nell'ottobre 2010 ha fatto il suo esordio da internazionale in una gara tra nazionali, maggiori, dirigendo nell'occasione un'amichevole tra Giappone e Argentina, disputatasi in Giappone. Ciò fu frutto di uno scambio arbitrale tra le federazioni di Polonia e di Giappone, infatti nell'occasione della trasferta asiatica il fischietto polacco ebbe anche modo di dirigere alcune partite di J League, il campionato di calcio giapponese.
Nel 2011 ha diretto due partite di qualificazione ad Euro 2012 ed è stato scelto dall'UEFA per un altro torneo giovanile: gli Europei Under 19 in programma in Romania. Anche in questa occasione diresse due partite della fase a gironi.  Pochi mesi dopo, nel settembre 2011 fa il suo esordio nella fase a gironi dell'Europa League, arrivando nella stessa edizione a dirigere un sedicesimo di finale nel febbraio 2012.
Nel settembre 2012 arriva per lui anche l'esordio nella fase a gironi della Champions League: l'UEFA lo designa per una partita della prima giornata, tra Shakhtar Donetsk  e Nordsjælland.
Nel giugno 2013 è selezionato dall'UEFA per dirigere agli Europei under 21 in Israele.. In questa competizione dirige due partite della fase a gironi.
Il 30 aprile 2018 viene selezionato ufficialmente in qualità di VAR dalla FIFA per i mondiali di Russia 2018.